# Enicocephalomorpha
Enicocephalomorpha  (лат.) — инфраотряд полужесткокрылых из подотряда клопов. Эта группа считается родственной семейству хищнецов (Reduviidae), так как они имеют схожую структуру головы.

## Распространение
Повсеместно распространены 420 видов (Aenictopecheidae — 20 видов и Enicocephalidae — 400 видов), из которых только один вид (из Enicocephalidae) распространён в Европе.

## Описание
К инфраотряду относят небольших, длиной всего от 2 до 15 мм насекомых. Голова удлиненная, часто с перетяжкой за глазами. Крылья обычно хорошо развиты, но встречаются короткокрылые и бескрылые формы.